# Kizilkija
Kizilkija (kirgiz írással Кызыл-Кыя, oroszul Кызыл-Кия [Kizil-Kija]) város délnyugat Kirgizisztánban, Batken tartományban. 

## Fekvése
A Fergana-völgy déli peremén található. Ferganától 32 km-rel délkeletre, Ostól 65 km-rel délre fekszik.

## Éghajlata
Éghajlata hideg, félig száraz (Köppen klíma besorolása BSk). Az átlagos éves hőmérséklet 11,7 ° C (53,1 ° F). A legmelegebb hónap július, amelynek átlagos hőmérséklete 24,7 ° C (76,5 ° F), a leghidegebb hónap pedig a január, -3,4 ° C (25,9 ° F) átlag hőmérsékletével.
Az átlagos éves csapadékmennyiség 295,8 mm (11,64 "), átlagosan 68,6 napos csapadékkal. A legnedvesebb hónap március, átlagosan 44,9 mm (1,8") csapadék és a legszárazabb hónap augusztus, átlagosan 4,1 mm. (0,2 ") csapadékkal.

## Népesség
Az ország tizenegyedik legnagyobb és legnépesebb települése. Lakosságának száma a 2017-es becslés szerint 29 000 fő volt.
A város népességének változása:
| Lakosok száma | 14 619 | 30 201 | 31 545 | 32 652 | 36 822 | 31 844 | 31 727 | 51 300 |
|               | 1939   | 1959   | 1970   | 1979   | 1989   | 1999   | 2009   | 2015   |

## Gazdaság
Kirgizisztán szénbányászatának egyik legrégebbi központja.

## Fordítás
Ez a szócikk részben vagy egészben  a   Kyzyl-Kiya című angol Wikipédia-szócikk fordításán alapul.  Az eredeti cikk szerkesztőit annak laptörténete sorolja fel. Ez a jelzés csupán a megfogalmazás eredetét és a szerzői jogokat jelzi, nem szolgál a cikkben szereplő információk forrásmegjelöléseként.